# 1983-as kupagyőztesek Európa-kupája-döntő
Az 1983-as kupagyőztesek Európa-kupája-döntőben, a KEK 23. döntőjében a skót Aberdeen, és a spanyol Real Madrid mérkőzött Göteborgban. A mérkőzést az Aberdeen nyerte hosszabbítás után 2–1-re.
A skót csapat részt vehetett az 1983-as UEFA-szuperkupa döntőjében.

## A mérkőzés
| 1983. május 11. 20:15 |

| Aberdeen             | 2–1 (h. u.) | Real Madrid            |
| -------------------- | ----------- | ---------------------- |
| Black 7' Hewitt 112' | (1–1)       | Juanito 14' (11-esből) |

| Nya Ullevi, Göteborg Nézőszám: 17 804 Játékvezető: Gianfranco Menegali (olasz) |

| ABERDEEN:     |    |                 |  |     |
|               |    |                 |  |     |
| GK            | 1  | Jim Leighton    |  |     |
| DF            | 2  | Doug Rougvie    |  |     |
| DF            | 5  | Alex McLeish    |  |     |
| DF            | 6  | Willie Miller   |  |     |
| DF            | 3  | John McMaster   |  |     |
| MF            | 4  | Neale Cooper    |  |     |
| MF            | 7  | Gordon Strachan |  |     |
| MF            | 8  | Neil Simpson    |  |     |
| FW            | 9  | Mark McGhee     |  |     |
| FW            | 10 | Eric Black      |  | 87' |
| FW            | 11 | Peter Weir      |  |     |
| Cserék:       |    |                 |  |     |
| FW            | 15 | John Hewitt     |  | 87' |
| MF            |    | Stuart Kennedy  |  |     |
| GK            |    | Bryan Gunn      |  |     |
| DF            |    | Andy Watson     |  |     |
| MF            |    | Ian Angus       |  |     |
| Vezetőedző:   |    |                 |  |     |
| Alex Ferguson |    |                 |  |     |

| REAL MADRID:       |    |                       |  |      |
|                    |    |                       |  |      |
| GK                 | 1  | Agustín               |  |      |
| DF                 | 2  | Juan José             |  |      |
| DF                 | 4  | John Metgod           |  |      |
| DF                 | 5  | Paco Bonet            |  |      |
| DF                 | 3  | José Antonio Camacho  |  | 91'  |
| MF                 | 8  | Ángel                 |  |      |
| MF                 | 6  | Ricardo Gallego       |  |      |
| MF                 | 10 | Uli Stielike          |  |      |
| MF                 | 11 | Isidro                |  | 103' |
| FW                 | 7  | Juanito               |  |      |
| FW                 | 9  | Santillana            |  |      |
| Cserék:            |    |                       |  |      |
| MF                 | 14 | Isidoro San José      |  | 91'  |
| FW                 | 12 | José Antonio Salguero |  | 103' |
| Vezetőedző:        |    |                       |  |      |
| Alfredo Di Stéfano |    |                       |  |      |

| Az 1982–1983-as kupagyőztesek Európa-kupája győztese |
| ---------------------------------------------------- |
| Aberdeen 1. cím                                      |